# 중년부인
《중년부인》은 한국에서 제작된 최진 감독의 1963년 영화이다. 김승호 등이 주연으로 출연하였고 지우성 등이 제작에 참여하였다.

## 출연

### 주연
- 김승호
- 김정임
- 황해남
- 김석훈

## 기타
- 조명: 고상배
- 미술: 홍성칠